# Soliman
Soliman o Sliman (àrab: سليمان, Sulīmān) és una ciutat de Tunísia propera a la costa occidental de la península del Cap Bon a la governació de Nabeul, uns 40 km al nord-oest de Nabeul. La municipalitat, amb una superfície de 5.040 hectàrees, tenia 29.060 habitants i és capçalera d'una delegació amb 38.730 habitants, segons el cens de 2004.

## Economia
Es troba en una zona fèrtil i plana amb bona producció agrícola. Té una zona industrial establerta pel govern amb algunes fàbriques de complements per l'automòbil. La platja, uns 5 km, és un centre turístic.

## Història i patrimoni
La vila es deia antigament Gummi.
La ciutat actual va sorgir el segle xvi quan s'hi van instal·lar soldats otomans. Els principals propietaris de la terra (henchir) eren els Solimanoghlu i la ciutat va agafar el nom de la família.
El segle xvii s'hi van establir nombrosos andalusins expulsats pels castellans de les seves terres a Andalusia. Aquesta aportació es va notar tant en l'arquitectura i l'urbanisme, com en l'agricultura. El centre històric de la vila està encara format per carrerons estrets i cases petites organitzades a l'entorn d'un pati sovint amb un o més arbres per fer ombra, i un espai per viure-hi (la casa o dar), un espai de servei (douira) i un de magatzem (makhzen); les façanes són blanques i les portes es pinten tradicionalment en verd.
Al centre de la ciutat hi ha dues mesquites, una malikita (amb el minaret de base quadrada) i una hanefita (dels otomans, amb minaret de base octogonal). Aquesta darrera fou damnada per un bombardeig durant la II Guerra Mundial, i ambdues han estat restaurades. Al costat hi ha la plaça del mercat i el cafè de la ciutat amb una font (avui dia ja no funciona). Una altra mesquita, la de Blida, en un carrer perpendicular a la plaça del mercat, no té minaret i avui dia es fa servir d'oratori (màsjid), i té restes d'un antic túnel subterrani que la tradició diu que anava fins al ribat aglàbida de Sidi Jehmi, a la vora del mar, a uns 5 km.
La platja es troba 5 km al nord-oest del nucli i duu el nom de Soliman Plage.
A la vora hi ha les ruïnes de la fortalesa de Bordj El Jami, construïda pel bei Hammuda Paixà al segle xviii.
El 23 de desembre de 2006 es va produir a la ciutat un enfrontament entre islamistes i forces de seguretat que es va reproduir el 3 de gener del 2007 amb un balanç d'uns 25 morts islamistes. La policia els va acusar de salafistes i seguidors d'Osama bin Laden.

## Administració
És el centre de la delegació o mutamadiyya homònima, amb codi geogràfic 15 61 (ISO 3166-2:TN-12), dividida en cinc sectors o imades:
- El Mraissa (15 61 51)
- Ech-Cherifet (15 61 52)
- Bou Charray (15 61 53)
- Soliman (15 61 54)
- Soliman Sud (15 61 55)

Al mateix temps, forma una municipalitat o baladiyya (codi geogràfic 15 27). La municipalitat fou creada el 19 de gener de 1921.